# Cephalosphaera usambarensis
Cephalosphaera usambarensis là một loài thực vật có hoa trong họ Myristicaceae. Loài này được (Warb.) Warb. mô tả khoa học đầu tiên năm 1903.